# Skoki (gmina)
Skoki – gmina miejsko-wiejska w Polsce położona w województwie wielkopolskim, w powiecie wągrowieckim. W latach 1975–1998 gmina administracyjnie należała do województwa poznańskiego.
Siedziba gminy to Skoki.
Według danych z 2016 roku gminę zamieszkiwało 9425 osób.

## Struktura powierzchni
Według danych z roku 2002 gmina Skoki ma obszar 198,52 km², w tym:
- użytki rolne: 55%
- użytki leśne: 35%

Gmina stanowi 19,07% powierzchni powiatu.

## Demografia

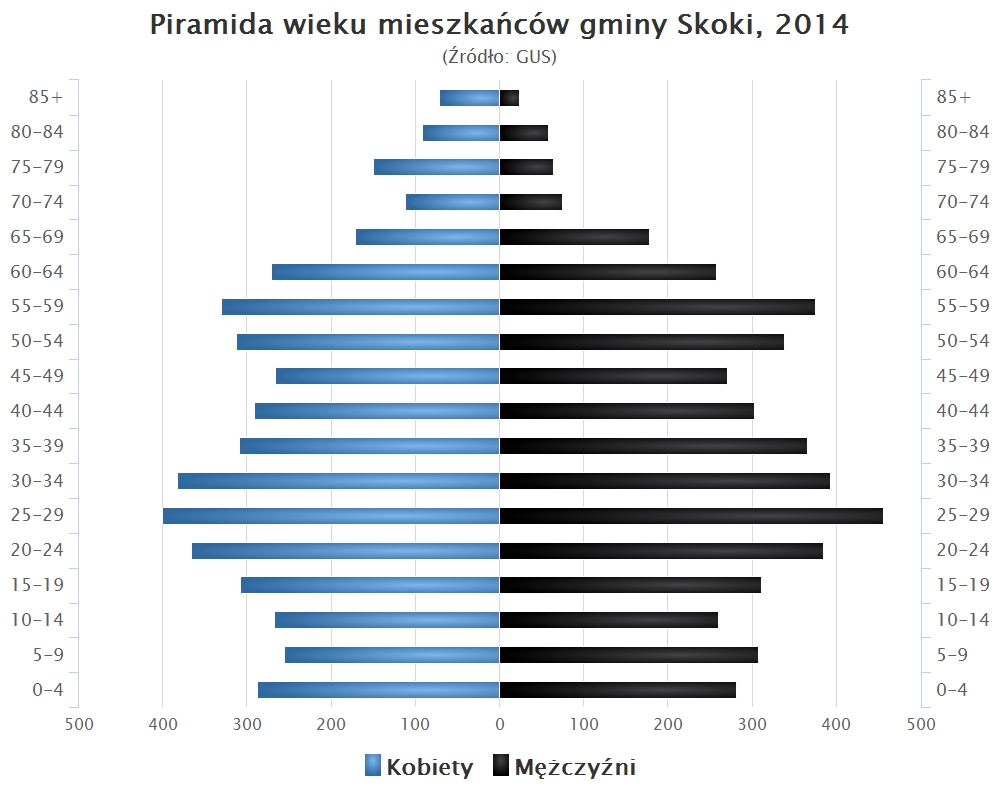
Piramida wieku mieszkańców gminy Skoki w 2014 roku

Dane z 30 czerwca 2004:
| Opis                              | Ogółem | Ogółem | Kobiety | Kobiety | Mężczyźni | Mężczyźni |
| --------------------------------- | ------ | ------ | ------- | ------- | --------- | --------- |
| jednostka                         | osób   | %      | osób    | %       | osób      | %         |
| populacja                         | 8681   | 100    | 4367    | 50,3    | 4314      | 49,7      |
| gęstość zaludnienia (mieszk./km²) | 43,6   | 43,6   | 21,9    | 21,9    | 21,7      | 21,7      |

## Sąsiednie gminy
Kiszkowo, Kłecko, Mieścisko, Murowana Goślina, Rogoźno, Wągrowiec

## Gminy partnerskie
Od 1995 roku gmina ma podpisane umowy partnerskie z gminą Bardowick w Niemczech i gminą Drechterland w Holandii.